# Günter Hörning
Günter Hörning (* 22. Juni 1935 in Lübben; † 2. November 2022) war ein deutscher Zimmerer und Diplomingenieur für Hochbau. 1990 war er CDU-Abgeordneter in der ersten frei gewählten Volkskammer.

## Werdegang
Hörning wurde 1935 im Spreewaldort Lübben als Sohn des späteren Bauunternehmers Egon Hörning, Schwiegersohn von Alfred Heinrich, Gründer eines Lübbener Handwerksbetriebes, geboren. Er besuchte zwischen 1941 und 1949 die Grundschule in Lübben und absolvierte im mittlerweile elterlichen Betrieb eine Lehre als Zimmerer. Vater Egon hatte 1950 den Handwerksbetrieb von seinem Schwiegervater übernommen. Zwischen 1951 und 1953 schulte Günter Hörning auf den Maurerberuf um. Nach der Maurerlehre arbeitete der gerade erst 18-Jährige zunächst bis 1955 als Maurer, um anschließend ein Studium für Bauingenieurwesen zu absolvieren. Dieses beendete er 1959 mit dem Abschluss als Diplom-Ingenieur für Hochbau. Mit 24 Jahren übernahm er anschließend die Leitung des elterlichen Betriebs, in dem Hörning als Komplementär eingesetzt war. Nach der Verstaatlichungswelle 1972 arbeitete Hörning zunächst als Betriebsleiter. 1975 ging die Eigenständigkeit der Firma durch den Zusammenschluss mit anderen Betrieben gänzlich verloren, der Betrieb war nun Bestandteil des VEB Bau(K) Lübben. Günter Hörning wirkte fortan als Bereichsleiter der Holz- und Binderproduktion im VEB Bau.
Nach der politischen Wende in der DDR kaufte die Familie Hörning den Betrieb zurück und gründete die Heinrich-Hörning Hoch- und Holzbau GmbH. Günther Hörning leitete die Firma als Geschäftsführer bis weit über das Rentenalter hinaus.

## Politisches Engagement
Hörning war über ein Jahrzehnt in der DDR Mitglied der DDR-Blockpartei CDU. Zu den ersten freien Volkskammerwahlen am 18. März 1990 kandidierte er im Wahlkreis Cottbus auf Listenplatz 8. Da die CDU im Wahlkreis 9 Mandate gewann, zog Hörning als CDU-Abgeordneter in die Volkskammer ein. Nach Auflösung der Volkskammer ist über ein weiteres politisches Engagement von Hörning nichts bekannt.

## Ehrungen
- 2009 Verleihung der Lübbener Stadtmedaille.[3]